# エイメン (バンド)
エイメン (Amen) は、カリフォルニア州出身のハードコア・バンド。1994年にロサンゼルスにて結成。

## 来歴
1994年に活動開始。2009年に一時活動休止をしたのち、2014年に活動を再開したが作品のリリースはない。
2024年12月21日、フロントマンを務めていたりケイシー・カオス (Casey Chaos) が死去。59歳没。

## メンバー
2024年12月時点
- ケイシー・カオス〈Casey Chaos〉（ボーカル）
- ジョン・ファーネストック〈John Fahnestock〉（ベース）
- ジョン・キング〈John King〉（ギター）

## ディスコグラフィ

### アルバム
- 1995年 Slave
- 1999年 Amen
- 2001年 We Have Come For Your Parents
- 2003年 Join or Die
- 2004年 Death Before Musick
- 2005年 Pisstory, A Catalouge of Accidents/A Lifetime of Mistakes